# Projektion (Nervensystem)
Projektion bedeutet Fortleitung, örtliche Verlagerung. Der aus der Optik stammende Begriff wurde u. a. von der Neurophysiologie und Neuroanatomie übernommen. Er ist abgeleitet von lat. pro = 1) vor, im Angesicht von 2) für; zum Schutz von; und lat. iacere = werfen; lat. proiectio = das (räumliche) Hervortretenlassen, Vorwerfen, Ausstrecken (z. B. eines Gliedes); lat. proicere =  vorwerfen, hinwerfen (z. B. Nahrung), hinauswerfen, wegwerfen, verschmähen, sich erniedrigen. Projektion ist definitionsgemäß zunächst ein physiologischer Begriff, da er eine bestimmte Funktion beschreibt, nämlich z. B. die „Verlegung eines Sinneseindrucks an eine bestimmte Stelle“. Projektionszentren sind primäre Hirnzentren, auch primäre Rinde genannt. Diese Zentren können sowohl motorische als auch sensorische Qualitäten besitzen. Damit bezieht sich die Bezeichnung Projektionszentren konkret sowohl auf den Motorcortex als auch auf die Sensorischen Projektionszentren. Projektionsbahnen bestehen aus denjenigen kurzen oder langen Nervenfasern, welche die spezifische Funktion der jeweils primären Rinde ausmachen. Es handelt sich somit um die spezifisch motorischen, sensorischen oder vegetativen Bahnen, so z. B. um die Sehstrahlung. Diese Bahnen gaben Anlass für die Bezeichnung Projektion, da sie sich zu den eher flächenhaft, band- oder fächerförmig ausgebreiteten Projektionsfeldern „verzweigen“ müssen.

## Grundbegriff der funktionellen Neuroanatomie
Als anatomischer Begriff ist Projektion erst in der modernen Gehirnanatomie gebräuchlich geworden. Das physiologische Konzept der Projektion erlaubt es, räumliche Zusammenhänge anatomisch besser verfolgen und verstehen zu können.  Dieses Konzept basiert auf der Lokalisationslehre. Hierunter wird in der Neurologie die örtlich möglichst exakte Zuordnung von somatischen und psychischen Funktionen zu bestimmten Bereichen im Zentralnervensystem verstanden. Sie geht davon aus, dass es bestimmte Zentren von Nervenzellen im Gehirn gibt, die eine spezifische Leistung an einer bestimmten Stelle vollbringen. Als Beispiel hierfür mag die optische Leistung der Sehrinde dienen. Ein z. B. auf der Netzhaut des Auges aus einer Vielzahl verschiedener Bildpunkte entstandenes Bild wird über Projektionsbahnen, die aus einer Vielzahl von Neuriten bestehen, an ganz bestimmte für die Informationsverarbeitung zuständige Felder des Zentralen Nervensystems (ZNS) weiter geleitet (Punkt-zu-Punkt-Übertragung). Projektionsbahnen wären somit Nervenleitungen, die ein gegliedertes Abbild oder eine aus vielen einzelnen Elementen mosaikartig zusammengesetzte Information von einer „bestimmten Stelle des Körpers“ an eine andere Stelle in Form von Nervenimpulsen weitervermitteln. Man spricht dabei von topisch gegliederten Informationen, die jeweils auch von topisch gegliederten Empfangsorganen aufgenommen und verarbeitet werden. Dieses „Empfangsorgan“ ist im Falle des optischen Sehens die primäre Sehrinde. Sie stellt das spezifische Hirnzentrum für die Sehfunktion dar. Die physiologische Organisation der Punkt-zu-Punkt-Abbildung beim Sehen nennt man Retinotopie. Dieses Organisationsprinzip ist in ähnlicher Form auch bei den übrigen Sinnesleistungen feststellbar.
Zu unterscheiden sind aufsteigende Projektionsbahnen, die von der Peripherie zu den Hirnzentren verlaufen, von absteigenden Projektionsbahnen, die in umgekehrter Richtung von den Hirnzentren zur Peripherie laufen.
Diese absteigenden Bahnen scheinen der Definition mosaikartig zusammengesetzter Informationen insofern zu widersprechen, als es hier um quasi punktförmige Efferenzen handelt, die von einem exakt lokalisierbaren Zentrum ausgehen, also z. T. um letzte Informationen vor der motorischen Ausführung. Die Impulse des spezifisch motorischen Cortex sind jedoch nicht nur das Ergebnis eines „sensomotorischen Kurzschlusses“, wie dies aufgrund der reinen Lokalisationslehre verständlich wäre – nämlich im Sinne des Reflexbogens und als Ausdruck der topographisch korrespondierenden sensorischen und motorischen Homunkuli. Sie sind vielmehr überwiegend als Ausdruck fein abgestimmter Bewegungsabläufe zu bewerten und zu verstehen, vgl. PMA und SMA. Auch das Gestaltprinzip der somatotopischen Gliederung der Pyramidenbahn widerspräche einem rein „punktuellen“ Verständnis der effektorischen Leistung dieser „einzelnen“ Projektionsbahnen im Sinne eines reinen Input/Output-Mechanismus dieser motorischen Zentren als isoliert und absolut wirksamer neuronaler Module. Die Organisation der Punkt-zu Punkt-Übertragung muss im Zusammenhang mit den integrativen Leistungen des Gehirn gesehen und verstanden werden, wie sie von den Assoziationszentren vollbracht wird.

## Projektionsbahnen und Projektionszentren

### Allgemeines und Begriffsentwicklung

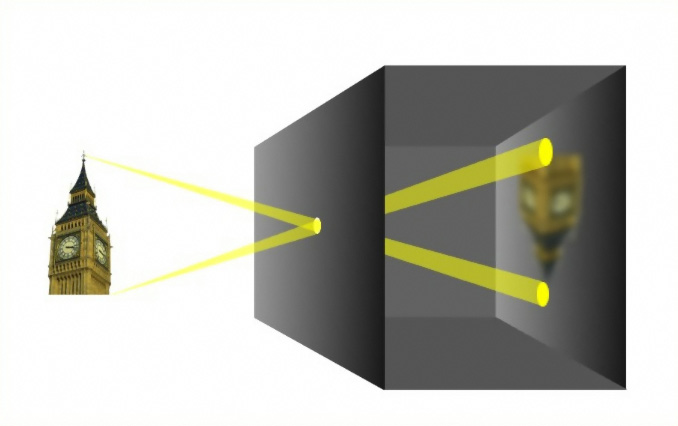
Abb. 1. Funktionsweise einer Lochkamera

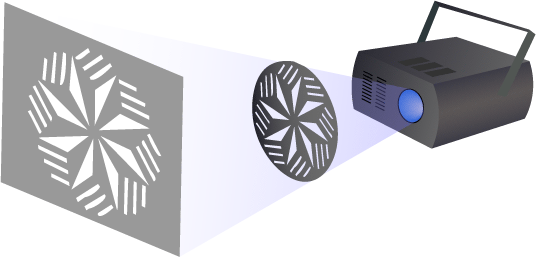
Abb. 2. Projektor nach dem Prinzip der Schattenprojektion

Projektionsbahnen und Projektionszentren bilden eine gemeinsame Einheit, weshalb einer getrennten Darstellung etwas Erzwungenes anhaftet. Das hier vertretene Konzept der aufsteigenden und absteigenden Projektionsbahnen schließt sich den Darstellungen an von Voss und Herrlinger ebenso wie von Sobotta und Becher bzw. von Benninghoff und Goerttler. Manche Autoren wie Robert F. Schmidt und Wilfrid Jänig behalten den Begriff Projektion nur absteigenden Nervenbahnen vor und verwenden ihn insbesondere nicht für die aufsteigenden spino-thalamischen und thalamo-corticalen Bahnen. Die Darstellung im Roche Lexikon der Medizin von 1987 (2. Auflage) erwähnt nur die aufsteigenden Anteile der Projektionsbahnen sowie die Zentren in der Hirnrinde, nicht die absteigenden Anteile. Es beschreibt Projektion physiologisch als „Lokalisierung einer Empfindung im Raum bzw. an der Körperoberfläche, z. B. anhand der Lage des entsprechenden Lichtreizes im Netzhautbild“. Ab der 4. Auflage des Lexikons 1999 werden auf- und absteigende Projektionsbahnen erwähnt.

### Projektionsbahnen

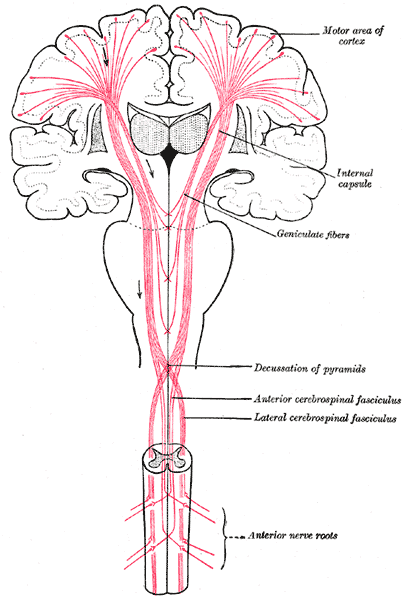
Abb. 3. Pyramidenbahn

Der anatomische Name „Projektionsbahnen“ (Tractus nervosi projectionis) ist eine Bezeichnung bestimmter Nervenbahnen nach der Pariser Nomenklatur (PNA).  Diesen Namen verdienen die Nervenbahnen bereits in rein beschreibender Hinsicht aufgrund der fächerartigen Ausbreitung einer der wichtigsten Projektionsbahnen im Motorcortex des Endhirns, der Auffächerung der Pyramidenbahn (Abb. 3) oder auch der Corona radiata. Diese Auffächerung von Bahnen hat Ähnlichkeit mit dem divergenten Strahlenbündel eines Projektors zur vergrößerten Darstellung von Bildmaterial (Abb. 2).
Eine Besonderheit und Eigentümlichkeit der Projektionsbahnen in rein anatomischer Sicht besteht darin, dass sie in verschiedenen Körperhälften verlaufen und z. T. gemischte Anteile aus verschiedenen Körperhälften aufweisen. Auch darin kann eine somatotopische Gliederung erkannt werden. Auf diese Weise unterscheiden sich Projektionsbahnen von den Assoziationsbahnen, die definitionsgemäß nur in einer Körperhälfte verlaufen und lediglich Anteile von einer Körperhälfte besitzen.
Opticusfasern z. B. sind Projektionsbahnen, welche in unterschiedlicher Zusammensetzung aus Fasern des rechten und linken Auges stammen. Das Gesichtsfeld jedes Auges wird in jeweils verschiedene Abschnitte zerlegt, von denen die für verschiedene Gesichtsfeldabschnitte zuständigen Nervenfasern jeweils verschieden zusammengesetzt werden und somit auch aus verschiedenen Körperhälften stammen. Diese Zusammensetzung der Projektionsbahnen unterscheidet sich jeweils vor und nach der Kreuzung im Chiasma opticum. Die Sehbahn ist somit nach physiologischen Zweckmäßigkeiten des Gesichtsfelds gebildet. Durch Fusion genannter Bildabschnitte des Gesichtsfelds kann ein „größeres Gesamtbild“ wahrgenommen werden als es von jedem einzelnen Auge erfasst werden kann. Auch entsteht so ein Gesamtbild von „räumlicher Tiefenwirkung“. Projektionsfasern werden von Assoziationsfasern und Kommissurenfasern unterschieden. Projektionsfasern sind häufig lange Leitungsbahnen, seien es nun Pyramidenbahnen oder lange sensorische Bahnen, welche die Sinnesorgane mit dem Gehirn bzw. mit dem betreffenden sensorischen Projektionszentrum verbinden. Hierbei spielt es in Anbetracht des Kriteriums „Länge“ keine Rolle, dass insbesondere die aufsteigenden Projektionsbahnen im Thalamus unterbrochen sind und auf ein anderes Neuron umgeschaltet werden.
Assoziationsfasern verbinden einzelne Abschnitte einer Hemisphäre miteinander, also etwa ein primäres Rindenfeld mit dem sekundären. Kommissurenfasern verbinden einzelne Abschnitte einer Hemisphäre mit der anderen. Diese Fasern verlaufen über den Balken (Corpus callosum) zur anderen Hemisphäre. Nach dem Lehrbuch von Benninghoff-Goertler bestehen auch die Kommissurensysteme aus Assoziationsfasern.

#### Aufsteigende Projektionsbahnen
Aufsteigende Projektionsbahnen (corticopetale oder afferente Bahnen) vermitteln Eindrücke aus der Umwelt (sensible und sensorische Projektion) oder aus der Innenwelt (viszerale Projektion) an bestimmte Gebiete von Nervenzellen im Zentralen Nervensystem. Diese Endstellen bzw. Empfangsorgane der Übertragung in den Hirnzentren werden sensorische Projektionszentren oder sensorische Projektionsfelder genannt.
Exkurs zur Begrifflichkeit von ›Zentrum‹, ›Feld‹ und ›Rinde‹:  Der Begriff Feld wird der Vorstellung einer räumlich ausgedehnten topischen Gliederung innerhalb eines Verbands von Nervenzellen bei einem bestimmten Rindengebiet gerecht und ermöglicht damit eine strukturierte ‚Abbildung‘ sinnesphysiologischer Daten wie z. B. eines akustischen Klangeffekts, etwa eines Akkords oder eines optisch wahrzunehmenden Gegenstands, etwa eines Tischs. – Die Bezeichnung Zentrum dagegen lässt an einen punktförmigen Ursprung von Lichtstrahlen entsprechend dem Lochkameraprinzip denken (Abb. 1). Diese Bezeichnung eines nervösen Zentrums wird der Integration von Leistungen verschiedener Nervenzellen innerhalb eines regionalen Verbands von spezifisch differenzierten Nervenzellen gerecht, etwa von optischen Rindenzentren. Die willentlich gesteuerte Bewegung eines Fingers z. B. nimmt ihren Ausgang von einem sehr eng umschriebenen sozusagen punktförmigen Zentrum in der motorischen Hirnrinde. Da diese Zentren in jeweils fest bestimmten Regionen der Hirnrinde liegen und sehr spezifische Leistungen erbringen, spricht man auch von primären Rindenzentren oder kurz von primärer Rinde. Die primäre Rinde, die den Projektionsfeldern zuzurechnen ist, wird der sekundären und tertiären Rinde gegenübergestellt. Diese Felder erbringen ihrerseits Integrationsleistungen hinsichtlich verschiedener Sinnesmodalitäten. So erfordert z. B. die Wahrnehmung eines optischen Gegenstands – z. B. eines Tischs – ein Zusammenspiel von optischen und akustischen Rindenfeldern. Hierdurch kommt es bei dem gewählten Beispiel über den Weg der Begriffsbildung zur gedanklichen Reproduktion des Wortes ‚Tisch‘ und ggf. zur Aussprache dieses Worts, vgl. dazu die → Wahrnehmungstheorie.
Sekundäre und tertiäre Zentren gehören jedoch definitionsgemäß nicht mehr zu den Projektionsfeldern, auch wenn sie mit diesen in vielfacher neuronaler Verbindung stehen. Sie gehören dem Assoziationscortex an. Diese sekundären und tertiären Zentren lassen an das technische Prinzip der Schattenprojektion denken (Abb. 2). In den primären und sekundären Zentren des Gehirns werden hirnlokal unterschiedliche, spezialisierte und differenziertere Leistungen erbracht (→ Topistische Hirnforschung). Hierbei handelt es sich nicht nur um angeborene spezifische Sinnesleistungen oder um spezifische motorische Leistungen (PS und EPS), sondern um komplexe erlernte Aufgaben wie u. a. Sprache, Körperschema und Symbolverständnis, die bei neuropsychologischen Syndromen gestört sein können. Man hat diese Funktionen auch als Repräsentationen einer inneren Landkarte oder als Repräsentation von Wirklichkeiten 2. Ordnung bezeichnet. Definitionsgemäß spricht man bei nervösen Verbindungen zwischen diesen jeweils halbseitig ausgebildeten und nur halbseitig verknüpften Feldern von Assoziationsbahnen, bei nervösen Verbindungen zwischen diesen halbseitigen Assoziationsfeldern von → Kommissurenbahnen.
Manche Autoren rechnen auch die Kommissurenbahnen noch zu den Assoziationsbahnen, andere unterscheiden sie von ihnen. Nach den Prinzipien der topistischen Hirnforschung erfüllen jedoch die Kommissurenbahnen ähnliche Funktionen wie die Assoziationsbahnen, da sie nicht nur der Abgleichung zwischen linker und rechter Hemisphäre, sondern insbesondere auch der funktionellen Differenzierung beider Hemisphären Rechnung tragen.
Hier handelt es sich jedoch in erster Linie um eine begriffliche Trennung zwischen Assoziationscortex und Projektionscortex, die vom Gedanken spezifischer Sinnesmodalitäten und der Unterscheidung zwischen motorischen und sensorischen Funktionen geprägt ist. Eine histologische Unterscheidung ist nicht möglich, cytoarchitektonische Unterschiede werden aber erforscht. Es handelt sich also weitgehend um eine makroskopische anatomisch-topographische Beschreibung. Nur die bei umschriebenen Schädigungen auftretenden Ausfallserscheinungen lassen empirische Rückschlüsse auf die Funktion dieser Felder zu.

#### Absteigende Projektionsbahnen
Impulse der Großhirnrinde an die Peripherie werden über absteigende Projektionsbahnen (corticofugale oder efferente Bahnen) weitergeleitet (motorische Projektion). Es können sich etwa bei Reizung von Nervenzellen an einer umschriebenen Stelle des Gehirns ganz bestimmte funktionell zusammengehörige Muskelgruppen kontrahieren. Während von der vorderen Zentralwindung nur einfache Bewegungen auslösbar sind, zeigen sich die über Assoziationsfasern (Fibrae arcuatae) verbundenen und weiter angrenzenden Teile der Stirnwindungen als sekundäre Zentren (Assoziationszentren) für kompliziertere Bewegungen (eupraktische Bewegungskombinationen) Als Beispiel hierfür seien die konjugierten Bewegungen der Bulbi und entsprechende, gleichzeitige Drehbewegungen des Kopfes genannt. Das sekundäre Zentrum hierfür liegt im Gyrus frontalis medius. So entsteht ähnlich wie bei aufsteigenden Projektionsbahnen ein somatotopisch gegliedertes Feld von Erregungen auch für die absteigenden Projektionsbahnen, das für komplexe Funktionen zuständig ist. Auch für einfache Bewegungen lässt die Pyramidenbahn eine somatotopische Gliederung in der Capsula interna erkennen, siehe Kap. Motorcortex. Bei den absteigenden Projektionsbahnen sind pyramidale und extrapyramidale Bahnen (PS und EPS) zu unterscheiden.

### Projektionszentren
Bestimmte zentralnervöse Strukturen stellen als Projektionszentren entweder
1. die Endstelle der von Sinnesorganen jeweils ausgehenden sensorischen Leitungsbahnen im Gehirn dar (zur Vorbereitung der sinnlichen Wahrnehmung) oder
2. den Ausgangspunkt für willkürliche spezifische Muskelaktionen (motorische Leistungen des ZNS ausgehend von den frontalen Zentren für die Willensbildung) oder aber
3. eine Schaltstelle des vegetativen Nervensystems dar, die z. B. zu hormonellen oder immunologischen Regulationsmechanismen führt und dabei auch Informationen höherer Zentren verwendet.

Sensorisch sind diejenigen Nervenbahnen, deren Erregung zu einer Empfindung führt, die weiter bearbeitet und  bewusst wahrgenommen werden kann (→ Wahrnehmung). Im Gegensatz dazu vermitteln die ebenfalls zentripetal verlaufenden sensiblen Bahnen nicht notwendigerweise eine mit Bewusstsein ausgestatteten Erregungserfolg. Der Begriff Projektionszentrum ist weitgehend synonym verwendet mit Projektionsfeld, zur näheren Unterscheidung siehe den oben ausgeführten Exkurs über diese Fachbegriffe. Entsprechend der Modellverstellung des Reflexbogens stellen Projektionszentren das Verbindungsglied zwischen aufsteigenden und absteigenden Projektionsbahnen dar. Sie sind somit Bestandteil des Regelkreises auf der animalischen Stufe. Dieser Regelkreis ist auch als psychischer Reflexbogen bezeichnet worden. Die einzelnen Projektionszentren sind als neuronaler Verband in topische Felder gegliedert (Projektionsfelder), siehe → Topistische Hirnforschung.

#### Sensorischer Cortex
Unter dem primären sensorischen Cortex ist die Endstelle der von den Sinnesorganen jeweils ausgehenden sensorischen Leitungsbahnen zu verstehen (Synonyma: primäre sensorische Rinde, = primäre sensorische Hirnrinde, = sensorisches Projektionszentrum). Zur sensorischen Rinde zählt u. a. die in der hinteren Zentralwindung endende Körperfühlsphäre (somatosensorisches Rindenfeld). Mit den sensorischen Projektionszentren sind jeweils auch die der primären Rinde übergeordneten Zentren verbunden (sekundäre und tertiäre Rinde). Sie werden Assoziationsgebiete genannt, siehe den vorstehenden Exkurs zu Zentrum und Feld.  In diesen sekundären und tertiären Zentren erfolgt die Integration der fortgeleiteten Afferenzen der Sinnessysteme.  Eine solche Integration wäre z. B. die Fusion der zweidimensionalen Bilder zu einem räumlichen Bild im Falle der Sehbahn oder das Erkennen von Schriftzeichen, was über das ‚bloße Sehen‘ dieser Zeichen im Sinne von unbearbeiteten und nicht beachteten Empfindungen hinausgeht.

#### Motorcortex
Von den motorischen Hirnzentren erhalten die motorischen Projektionsbahnen den für die Muskelaktion verantwortlichen zentralnervösen Impuls, siehe auch sensomotorischer Cortex. Das motorische Hauptgebiet ist die Regio praecentralis (Area pyramidalis und die Areae extrapyramidales). Von der Regio praecentralis nehmen ein Großteil aller willkürlichen Bewegungen ihren Ausgang, von hier aus werden sie gesteuert. Man bezeichnet sie daher als primär-motorische Rinde analog zum sensorischen Rindengebiet. Auch im Bereich der Motorik gibt es verschiedene Stufen der Projektion (primäre und sekundäre Zentren) je nach Ausbildung der für die Muskelaktion zuständigen Neuronenkette. Pyramidales und Extrapyramidalmotorisches System unterscheiden sich hinsichtlich dieser „zusätzlichen“ Umschaltzentren auf das nächste Neuron der Projektionskette. Pyramidale und extrapyramidale Bahnen sind als absteigende Projektionsfasern zu werten. Die für die Willkürmotorik wichtigste Bahn ist die Pyramidenbahn. Die Pyramidenbahn weist in ihrem Verlauf durch die Capsula interna eine somatotopische Gliederung auf.  Die zum Pyramidenbahnsystem (PS) gehörigen Bahnen werden auf ihrem Weg zu den motorischen Kernen im Mittelhirn, der Medulla oblongata und dem Rückenmark nicht durch synaptische Verbindungen bzw. durch Umschaltung auf andere Neurone unterbrochen (Brodmann-Areale 4 und 8). Dies erlaubt eine relativ schnelle Reaktionsweise. Die Bahnen des extrapyramidalen Systems (EPS) werden auf ihrem Weg zu den motorischen Kernen mindestens einmal durch synaptische Umschaltung auf ein anderes Neuron unterbrochen.  Diese Umschaltung erfolgt u. a. im Thalamus, dem Linsenkern oder in der Brücke (Brodmann-Areae 1–6, 19 und 22). Dies entspricht dem eher von vegetativen Einflüssen mitbestimmten Funktionen des EPS, vgl. auch limbisches System, Formatio reticularis und Reflextätigkeit. PS und EPS können in gewisser Hinsicht als antagonistische Systeme aufgefasst werden. Beide Systeme hemmen sich untereinander. Bei Schädigung des PS tritt z. B. eine deutliche Reflexsteigerung auf.

#### Viszerale Projektionszentren
Das Zentrum der aufsteigenden viszeralen Projektionen, also der von den Gefäßen, Knochen, und inneren Organen ausgehenden Empfindungen und Schmerzen ist sehr wahrscheinlich der Hypothalamus. Es versteht sich, dass die Schmerzempfindungen der Haut bzw. die Projektionen somatischer Empfindungen hierbei nicht in Betracht kommen. Diese viszeralen Afferenzen werden mit solchen aus dem Hormonsystem gekoppelt und in den Dienst der vegetativen und animalen Körperfunktionen gestellt. Mit dem Hypothalamus scheinen auch weitere Zentren über z. T. phylogenetisch sehr alte Bahnen assoziiert. Diese sind:
1. der Gyrus cinguli anterior
2. der rostrale Thalamuskern
3. der dorsoventrale Thalamuskern
4. der vordere Temporalpol
5. die vordere Insel

Als weitere Assoziationszentren können die der orbito-cingulären Region benachbarten präfrontalen Gebiete auf der Konvexität des Stirnlappens genannt werden.  Diese spielen eine Rolle bei der Integration der Affekte (Willens- und Antriebsbildung).
Man hat versucht, durch Leukotomie tiefe viszerale Schmerzen auszuschalten.

## Organisationsprinzip

Abb. 4. Neuronales Netzwerk, gezeichnet von Sigmund Freud im Jahre 1895. Die Pfeile zeigen das Schema einer Fortleitung (Projektion) neuronaler Erregung durch die Fortsätze der Nervenzellen (Dendriten und Neuriten). Der Bereich um die Neuriten α (alpha), δ (delta) und b erhält Impulse auf unterschiedlichen Projektionsebenen der Verarbeitung

Das Organisationsprinzip der Projektionsbahnen, Projektionszentren und der damit verbundenen Leistungen entspricht dem Prinzip des Strukturfunktionalismus. Max Neuburger hat die Entwicklung der Medizin als Wellenbewegungen dargestellt zwischen der auf rein anatomischer Lokalisation aufgebauten Anschauungsweise (topische Diagnostik) und einer physiologischen Vorstellungsweise im Sinne einer „allgemeinen funktionellen Pathologie“.
Das Konzept der Projektionsbahnen und der in den Projektionszentren vollbrachten Leistungen entspricht diesem Gedanken. Somatotopische bzw. anatomische Gesichtspunkte einerseits und funktionelle bzw. physiologische Gesichtspunkte anderseits ergänzen sich zu einem gegenseitigen Gewinn an Erkenntnis. Es ist eine Forderung der Vernunft, morphologische Gegebenheiten mit physiologischen Leistungseigentümlichkeiten in Einklang zu bringen. Dies ist auch einer der Grundgedanken des anatomischen Lehrbuchs von Benninghoff-Goerttler. Wendet man diesen Grundsatz auf die Projektionszentren an, so ergibt sich die Folgerung, dass hier eine Leistungskette oder ein neuronales Netz besteht. Durch die „Verlagerung eines Sinneseindrucks an eine bestimmte Stelle“ (Triepel) erfolgt eine zweite Niederschrift. Durch diese neue Niederschrift eines Sinnesreizes oder eines Handlungsentwurfs besteht die Möglichkeit zu seiner qualitativ neuen und andersartigen Verarbeitung durch diese Zentren und weitere angrenzende Assoziationsgebiete.
Dieses Prinzip wurde bereits von Sigmund Freud 1915 formuliert. Freud verfügte bekanntlich über neuropathologische Erfahrungen. Zur Frage der anatomischen Topik von Bewusstseinsqualitäten unterschied er zwischen verschiedenen Möglichkeiten.  Er unterschied prinzipiell die Möglichkeit der zweiten Niederschrift einer Vorstellung an einem anderen Orte (unterschiedliche Topik je nach verschiedenen Bewusstseinsqualitäten – dies käme dem Prinzip somatotopisch gegliederter Assoziationszentren recht nahe) von einer bloß funktionellen Zustandsänderung ohne den Ort der ersten Niederschrift zu verlieren (konstante Topik bei jeweils unterschiedlicher dynamischer Besetzung), vgl. Abb. 4. Der Neurophysiologe Herbert Hensel grenzte 1952 ebenfalls zwei Variationsmöglichkeiten zur Unterscheidung von Sinnesqualitäten voneinander ab.  Grundlegend hob er eine Wahrnehmung von Reizen in spezifischen Rindenzentren infolge unterschiedlicher Lokalisation dieser Zentren von einer Unterscheidung infolge verschiedener Erregungsformen in ein und demselbsen Zentrum voneinander ab.